# Litchfield (Connecticut)
Litchfield ist eine Stadt (town) im Litchfield County im Bundesstaat Connecticut der Vereinigten Staaten mit 8684 Einwohnern (Stand: 2005). Das Stadtgebiet hat eine Größe von 147,1 km².

## Geschichte
Die Stadt wurde 1719 gegründet. Von 1751 bis zu deren Abschaffung 1960 war sie Sitz der County-Verwaltung von Litchfield County. Die 1774 gegründete Litchfield Law School war die erste ihrer Art in Nordamerika.

## Persönlichkeiten
- Ethan Allen (1738–1789), Freiheitskämpfer
- Daniel Dickinson (1795–?), Maler
- Harriet Beecher-Stowe (1811–1896), Schriftstellerin
- Henry Ward Beecher (1813–1887), Prediger
- Samuel S. Phelps (1793–1855), Politiker
- Robert Pierpoint (1791–1864), Politiker und Vizegouverneur von Vermont
- Tapping Reeve (1791–1864), Jurist
- Richard Skinner (1778–1833), Politiker und Jurist
- Alice Trumbull Mason (1904–1971), Künstlerin und Schriftstellerin
- Mark Whitecage (1937–2021), Jazzmusiker
- Oliver Wolcott junior (1760–1833), US-Finanzminister